# Dispensationalisme
Het dispensationalisme (in Nederland ook wel "bedelingenleer" genoemd) is een systematisch-theologisch kader, dat ervan uitgaat dat Gods plan met de wereld kan worden opgedeeld in verschillende bedelingen.
Zij kan worden gezien als de evangelische tegenhanger van de verbondsleer, die vooral in reformatorische kringen wordt verkondigd. Zij onderscheidt zich van de verbondsleer door een sterke scheiding te maken tussen (Gods plan met) Israël en de Kerk. Ook leggen dispensationalisten meer nadruk op de scheiding tussen het oude verbond en het nieuwe verbond. De Wet van Mozes, zo geloven dispensationalisten, is gegeven aan Israël, als in een huwelijksverbond, en moet niet worden opgelegd aan heidenen. Bovendien is de Wet niet meer van toepassing volgens dispensationalisten, omdat Christus de Wet zou hebben vervuld.

## Meer over dispensaties
De Scofield Reference Bible geeft de volgende definitie van een bedeling:
"Een bedeling is een tijdsperióde, gedurende welke de mens wordt getest op gehoorzaamheid aan een specifieke openbaring van de wil van God."
Het Griekse "oikonoma" dat in de Bijbel wordt vertaald met "bedeling" heeft echter niet zozeer betrekking op een bepaalde tijdsduur, maar op de organisatie van die tijd. Het Griekse woord betekent dan ook letterlijk "economie", of "huishouding". Het gaat dus om hoe God met de mens werkt in een bepaalde tijd. Dispensationalisten geloven namelijk dat God door de geschiedenis heen op verschillende wijzen met de mens heeft gewerkt en Zich op verschillende manieren aan de mens heeft geopenbaard.
De "traditionele" bedelingenleer onderkent over het algemeen zeven bedelingen:
- Bedeling van de onschuld – van schepping tot zondeval;
- Bedeling van het geweten – van zondeval tot zondvloed;
- Bedeling van het menselijk bestuur – van zondvloed tot spraakverwarring in Babel (Noachitische wet);
- Bedeling van de Belofte – van de roeping van Abraham (direct na spraakverwarring) tot de Wet;
- Bedeling van de Wet – van de instelling van de Wet, op de Sinaï, tot de dood van Christus;
- Bedeling van de Genade – van de opstanding tot de wederkomst van Christus;
- Bedeling van het Messiaanse Vrederijk of Duizendjarige rijk – van Wederkomst tot het laatste oordeel.

Het dispensationalisme is binnen de systematische theologie een alternatief op de verbondstheologie. Het dispensationalisme ontwikkelde zich pas sinds begin 19e eeuw. Tot die tijd was de heersende opvatting dat God slechts één volk had, de Kerk, die de plaats van Israël voorgoed had ingenomen.
Het dispensationalisme is van grote invloed geweest op de ontwikkeling van de evangelische stroming binnen het christendom, met name in Amerika. Ook in Nederland werd de bedelingenleer tot de jaren zeventig van de 20e eeuw gezien als kenmerk van de evangelische beweging. Sinds die tijd heeft het dispensationalisme in Nederland veel aan populariteit verloren, zelfs dusdanig dat de meeste evangelischen tegenwoordig geen dispensationalisten meer zijn. De focus binnen de evangelische beweging is sinds de jaren zeventig verschoven van de "leer" naar de "beleving" van het geloof. Men spreekt daarom ook wel over de "klassiek-evangelische beweging", als het gaat om de vroegere evangelische beweging.
In Nederland heeft Ab Klein Haneveld van het Nederlands Bijbelstudie Centrum een brochure geschreven met een geschiedenis en uitleg van de bedelingen. Klein Haneveld doceerde de bedelingenleer aan de Evangelische Bijbelschool in Doorn, die bekendstond vanwege haar dispensationalistische visie.

## Oorsprong
Velen geloven dat het systeem ontwikkeld is door John Nelson Darby. Sommige aanhangers van het dispensationalisme ontkennen dit en wijzen er op dat deze gedachten al veel eerder bestonden, zij het in primitieve vorm. Darby was een van de grondleggers van de Vergadering van gelovigen. Dispensationalisten zelf verwijzen natuurlijk, net als overtuigde verbondsleergelovigen, naar de Bijbel als oorsprong van hun opvattingen. In de Bijbel, en de interpretatie die beide groeperingen aan haar geven, vinden wij het hart van deze discussie.
Geschiedkundigen verwijzen naar Edward Irving als de vader van het dispensationalisme en naar het visioen van een 14-jarig meisje, Margaret McDonald, die de "opnamegedachte", die in het dispensationalisme een niet onbelangrijke rol speelt, door middel van een profetie heeft geopenbaard. Irving was bij de ontwikkeling van de bedelingenleer, met vooral als belangrijkste punt het onderscheid tussen "Israël en de kerk". Zijn gedachten aangaande zijn eschatologie en hiermee ook zijn kerkleer veranderden door een vriend Hatley Frere en Colleridge. Deze veranderde hem van een postmillenniallist, naar een premillennialist (zie Duizendjarig vrederijk). Veel invloed kwam in de jaren voor 1820 uit een boek van een Spaanse jezuïet, Emmanuel Lacunza, die het boek onder het pseudoniem Rabbi Ben-Ezra publiceerde. Het boek is door Irving vertaald.
Het feit dat het Margaret McDonald was die met de opname van de grote verdrukking kwam is leesbaar in het boek van Robert M. Norton The Restoration of Apostles and Prophets; In the Catholic Apostolic Church (1861). Norton schrijft dat in het voorjaar van 1830, Margaret, een gedeeltelijk gehandicapt meisje, beperkt was tot haar ziekbed, toen ze de gave van profetie ontving. Haar genezing daaropvolgend veroorzaakte geen kleine opwinding. Het was dan ook Irving die in zijn bomvolle kerk, die op dat moment ook bezocht werd door Darby, dit verhaal en de profetie van Margaret McDonald verspreidde. Al snel hebben anderen getracht Bijbelteksten in lijn te brengen met Margarets profetie.
Gesteld wordt dat het doel van het boek De Komst van de Messias in Glorie en Majesteit (1812) het bestrijden was van de in de Reformatie aangehangen gedachte dat de Paus de Antichrist was. Dit wordt onder andere aangehangen door Dave MacPherson in zijn boek The Unbelievable Pre-Trib Origin. Deze jezuïet had volgens sommigen als doel aan te tonen, vanuit de Bijbel, dat de antichrist nog moest komen, zodat men open zou gaan staan voor de katholieke kerk. Dit is zeer aannemelijk omdat de orde van de Jezuïeten in zijn ontstaan precies dit doel had. En dat Emmanuel Lacunza dit boek baseerde op het boek van de Jezuïet Francisco Ribera uit 1585, die dit een kleine tijd na het ontstaan van de Jezuïeten schreef. Deze Ribera had een paar eeuwen daarvoor al een golf van premillennialistisch gedachtegoed (doch geen dispensationalistisch gedachtegoed) gecreëerd.
John Nelson Darby's volgelingen, die Darby meer willen toekennen dan geschiedkundig mogelijk is, zeggen dat de opname pas 1831 en 1833 werd onderwezen, op de in Engeland gehouden "Powerscourt Conferenties", waar de premillianistische visie, die in de bedelingenleer een grote rol speelt, bestudeerd werd. Irving, die ook aanwezig was bij deze bijeenkomsten, zou dáár voor het eerst over deze opvattingen, ingebed in de bedelingenleer, gehoord hebben. Deze zouden door Darby zijn geïntroduceerd. Een erg rare conclusie, omdat Henry Drummond, de financier van al deze conferenties, in 1825 Irving gevraagd had te spreken bij de Continental Society's rally. Eigenlijk waren deze "Powerscourt Conferenties" niets meer dan een voortzetting van de eerder genoemde conferenties.
Darby heeft net als ieder tijdgenoot in Groot-Brittannië kennisgenomen van Irvings opvattingen, en was bekend met de op dat moment zeer beroemde boeken van Irving. De "Irvingites" (volgelingen van Irving) vertegenwoordigen een andere geestelijke stroming, maar het blijft in de eerste plaats het eerste genootschap dat geheel gewonnen was voor het dispensationalisme. In sommige opzichten leek deze beweging in zijn eerste 20 jaar op de Pinksterbeweging met onder meer profetie en genezingen, meer dan de "Plymouth Brethern" (in Nederland bekend als de Vergadering van gelovigen). Dit omdat Irving door Colleridge ook gewezen werd op de gaven van de Geest. Deze zijn in tegenstelling tot het dispensationalisme wel gedurende de hele kerkgeschiedenis teruggevonden in het Nieuwe Testament. Dit is buiten de eerste eeuw zichtbaar in bijvoorbeeld het Donatisme. Het is pas na ongeveer 1830 dat veel mensen meenden dat het dispensationalisme ook teruggevonden kon worden in het N.T. Reeds in 1840 waren de opvattingen van Irving juist omdat hij zo beroemd was (ook) al bekend in de Verenigde Staten. Dit is dus niet aan de nog vrij onbekende Darby te danken.
Omdat de leer zich verder evolueerde in die tijd, is met zekerheid te stellen dat Irving niet alle gedachten heeft geïntroduceerd, doch wel is het merendeel, zoals een toekomstige antichrist en een toekomstige grote verdrukking en het opdelen van de 70 jaarweken, voor het eerst in het protestantisme door Irving geïntroduceerd. De mensen die op deze conferenties kwamen hadden deze gedachten uit de vertaalde Jezuïtische boeken al met geloof aanvaard. Darby, en later Scofield, hebben echter de gedachten die hier leefden in meerdere andere kerken geïntroduceerd, kerken die niet bij de Katholiek Apostolische Kerk of haar afsplitsingen behoorden. Het zou kunnen, dat er knopen op deze conferenties werden doorgehakt die niet eerder in de Jezuïtische boeken stonden, noch eerder door Irving zijn geleerd, maar de grondbeginselen stonden in deze boeken. De opname echter werd ook in 1830 in de kerk van Irving voor het eerst verklaard in het openbaar.
Uit de vroege kerkgeschiedenis zijn voorbeelden van premillennialisten, zij die geloofden dat het millennium nog moet komen. Zij beleden ook dispensaties of bedelingen. De verbondsleergelovigen hebben geen moeite met deze feiten. Voorbeelden zijn Justinus, Irenaeus, Clemens van Alexandrië en zelfs Augustinus van Hippo. Charles C. Ryrie wordt geciteerd in The Moody Handbook of Theology en schrijft hier onder andere over. Als dispensationalist die tracht zijn beweging te laten zien als in de kerkgeschiedenis geworteld, voegt hij hier aan toe: "We willen niet de suggestie wekken dat de vroege kerkvaders dispensationalisten waren en terecht wordt geconstateerd dat zij [niet meer dan] een primitieve vorm van dispensationalistische concepten leerden".
Zijn eerlijkheid stellen verbondsleergelovigen in dit geval erg op prijs, want dit is een correcte vaststelling. Dispensationalisten geloven in het onderscheid van Israël en de kerk. Wanneer echter Ryrie zou aantonen dat dit onderscheid (tussen Israël en kerk) voorkomt ruim voor 1830, zou het een krachtig argument zijn.
Hier zijn nog wat bekende mensen die ook in dispensaties geloofden, van wie overigens niet aangetoond kan worden dat zij ook het onderscheid van Israël en de kerk erkenden.
- Pierre Poiret (1646-1719)
- John Edwards (1637-1716)
- Isaac Watts (1674-1748)

## Populariteit
Het dispensationalisme werd vooral populair gemaakt door dr. C.I. Scofield, auteur van de Scofield Reference Bible (meer dan 12 miljoen verkochte exemplaren). Het traditionele dispensationalisme, zoals dit door onder andere Darby en Scofield werd onderwezen, heeft veel aanhang onder baptisten, pinksterchristenen, vergaderinggemeenten en de maranathabeweging.
Hedendaagse verdedigers van het dispensationalisme zijn Tim Lahaye en Charles Ryrie. In Nederland wordt het dispensationalisme tegenwoordig vooral verkondigd in de kringen van het Nederlands Bijbelstudie Centrum, Stichting Het Morgenrood, Israël en de Bijbel en Het Zoeklicht. Laatstgenoemde organisatie bracht in 2013 het uit het Duits vertaalde standaardwerk Vergeten Rijkdom uit. Daarnaast staat Het Zoeklicht bekend om haar vele uitgaven rondom de eindtijd, hetgeen een belangrijk onderwerp is binnen het dispensationalisme.

## Ultradispensationalisme
Een variant van het dispensationalisme is het zogeheten ultradispensationalisme, ook wel hyperbedelingenleer genoemd, waarin nog meer bedelingen worden onderscheiden. Ultradispensationalisten maken onderscheid tussen de vroege en de late brieven van de apostel Paulus en geloven dat alleen de late brieven van toepassing kunnen worden gebracht op de kerk. Zij geloven dat sacramenten als het avondmaal en de doop niet horen bij de kerk van de huidige bedeling. In Nederland zijn vooral uitgeverij Everread en het Bijbelstudietijdschrift AMEN promotor van het ultradispensationalisme.

## De doop en het dispensationalisme
De doop door onderdompeling wordt door sommigen gekoppeld aan het dispensationalisme. Sommigen zeggen dat omdat de kerk ontstaan zou zijn met pinksteren, zo zou ook een andere toetredingsrite gekozen moeten worden. Van besnijdenis, een toetredingsrite bij joden, zou men zo gegaan zijn naar een volwassendoop door onderdompelen bij christenen. Deze gedachte wordt niet door alle dispensationalisten gedeeld. Het kent ook geen relatie met het dispensationalisme in de enge zin. Wel zijn veel aanhangers van de volwassen- of geloofsdoop tevens (gedeeltelijk) aanhanger van veel gedachten uit de bedelingenleer.
Omgekeerd vindt het ook plaats dat de verbondsleer wordt gebruikt om de kinderdoop juist te verklaren, doch niet alle verbondstheologen kiezen hiervoor. Er zijn er die zowel de verbondsleer en de doop door onderdompeling aanhangen.